# Erik Norström
Erik Norström (Örnsköldsvik (provincie Västernorrlands län), 5 november 1935 - 7 juni 2019) was een Zweeds componist, muziekpedagoog en jazzsaxofonist (tenorsaxofoon).

## Levensloop
Norström leerde in jonge jaren piano en klarinet te bespelen en was lid van het plaatselijke harmonieorkest. Uit de leden van dit harmonieorkest vormde zich spoedig een dixieland- en later nog een andere jazzband in die Erik natuurlijk meespeelde. Zijn ouders schonken hem een tenorsaxofoon op een van zijn verjaardagen en dit instrument liet hem (en hij het instrument) niet meer los. Via een radio-uitzending was hij ineens landelijk bekend als jonge en veelblovende jazzmusicus. 
Hij werd met zijn vertrek naar Göteborg lid van het Gunnar Johnsons Quintet en kwam in contact met grote namen uit de jazzwereld. Zo leerde hij landgenoten als Lasse Gullin, Jan Johansson of Sonya Hedenbratt kennen, maar ook Dizzy Gillespie, Oscar Pettiford, Bob Brookmeyer, Stan Getz en Dexter Gordon vanuit de Verenigde Staten tijdens hun concert tournees door Zweden. 
Hij werd muziekleraar aan de "Partille Musikskola" en hij voormde aldaar de "Sävedalens Big Band" in die zowel professionele alsook amateur musici meewerkten. Dit ensemble speelde op schoolconcerten alsook op regionale en nationale concerten. Later richtte hij met muzikanten uit de hele regio de Bohuslän Big Band op. In 1986 werd hij bekroond met de Jan Johansson Award voor zijn inspanningen in de jazz sinds de jaren 1950. 
Naast zijn werkzaamheden als jazzsaxofonist was hij bezig met componeren.

## Composities

### Werken voor harmonieorkest
- Fridas samba
- The Castle

### Werken voor jazzensemble of bigband
- Before Breakfast, voor jazzensemble
- Bombay, voor jazzensemble
- Edshult
- Hang In
- Jo-Jo's Time
- A Little Tune
- Software
- Three For You
- Twogether

### Filmmuziek
- 2005 Percy, Buffalo Bill & jag